# Sveriges Radio P4
Sveriges Radio P4 (SR P4) ist ein Hörfunkprogramm von Sveriges Radio, welches 1987 gestartet wurde. Es ist der öffentlich-rechtliche Regionalsender des Landes.

## Allgemein
SR P4 verbreitet sein Programm über ein Netzwerk von 26 regionalen Radiosendern, die täglich zu festen Uhrzeiten eigene Programme ausstrahlen. Das Programm ist dabei immer recht ähnlich, Unterschiede gibt es aber in den Bereichen Moderation, Sendungsinhalt, Songauswahl, Nachrichten und Verkehrsmeldungen. Außerhalb der regionalen Sendezeiten werden alle Programme senderübergreifend ausgestrahlt. Ein Beispiel dafür ist die Nachtsendung „Vaken“, die in Kooperation mit dem „Schwesterkanal“ P3 ausgestrahlt wird. Auch die Hitparade Svensktoppen läuft senderübergreifend auf allen P4-Stationen. Abends und am Wochenende ist das Programm häufig von Sportübertragungen geprägt.
Die Hauptsprache des Senders ist Schwedisch. P4 hat die größte Reichweite aller Radiosender in Schweden und spricht ein breites Publikum an.

## Radiostationen
P4 ist ein über regionale Sender gemeinsam verbreitetes Radioprogramm. Es besteht aus folgenden 26 Stationen.
| 1-13                               | 14-26                               |
| ---------------------------------- | ----------------------------------- |
| P4 Blekinge                        | P4 Sjuhärad (Västra Götalands län)  |
| P4 Dalarna                         | P4 Skaraborg (Västra Götalands län) |
| P4 Gävleborg                       | P4 Södertälje (Stockholms län)      |
| P4 Göteborg (Västra Götalands län) | P4 Sörmland                         |
| P4 Gotland                         | P4 Stockholm                        |
| P4 Halland                         | P4 Uppland                          |
| P4 Jämtland                        | P4 Värmland                         |
| P4 Jönköping                       | P4 Väst (Västra Götalands län)      |
| P4 Kalmar                          | P4 Västerbotten                     |
| P4 Kristianstad (Skåne län)        | P4 Västernorrland                   |
| P4 Kronoberg                       | P4 Västmanland                      |
| P4 Malmöhus (Skåne län)            | P4 Örebro                           |
| P4 Norrbotten                      | P4 Östergötland                     |

## Aktuelle Sendungen (Auswahl)
- „Vaken“ - Nachtshow in Kooperation mit dem schwedischen Sender Sveriges Radio P3. Hier wird verhältnismäßig viel Musik gespielt, weniger geredet, wobei auch der Wortanteil nicht zu kurz kommt. Täglich von 0-6 Uhr.
- „Klartext nyheter på ett enklare sätt“ - Nachrichten in einfacher schwedischer Sprache
- Sportextra - Sportübertragungen und -nachrichten